# Апостольский викариат Сан-Хосе в Миндоро

Провинция Западный Миндоро (выделено красным)

Апостольский викариат Сан-Хосе в Миндоро (лат. Vicariatus Apostolicus Sancti Iosephi in Mindorensis ) — апостольский викариат Римско-Католической церкви с центром в городе Сан-Хосе, Филиппины. В юрисдикцию апостольского викариата Сан-Хосе в Миндоро входит провинция Западный Миндоро. Кафедральным собором апостольского викариата Сан-Хосе в Миндоро является церковь святого Иосифа Труженика.

## История
27 января 1983 года Римский папа Иоанн Павел II выпустил буллу Qui Dei volente, которой учредил апостольский викариат Сан-Хосе в Миндоро, выделив его из апостольского викариата Калапана.

## Ординарии апостольского викариата
- епископ Vicente Credo Manuel (17.03.1983 — 14.10.2000);
- епископ Antonio Pepito Palang (25.03.2002 — по настоящее время).

## Источник
- Annuario Pontificio, Ватикан, 2007
- Булла Qui Dei volente, AAS 75 (1983), стр. 542  (лат.)